# António de Sousa Vadre Castelino e Alvim
António de Sousa Vadre Castelino e Alvim (Vila Nova de Ourém, Quinta da Mota, 24 de Março de 1928) é um advogado e político português.
É filho de António de São Paio Castelino de Sousa e Alvim (Vila Nova de Ourém, Quinta dos Namorados, 16 de Março de 1905), Senhor da Quinta da Mota e da Quinta dos Namorados, e de sua mulher Maria do Carmo Pereira e Sousa Peixoto Ferreira Jordão, 3ª Viscondessa de Landal.
Foi secretário-geral da Universidade de Lisboa, coincidindo em parte com o mandato de Marcello Caetano como Reitor. Foi depois deputado à Assembleia Nacional, entre 1969 e 1974, exercendo a presidência da bancada parlamentar da União Nacional (1973-1974). É senhor da Quinta da Mota, em Ourém.
Casou em Carcavelos, na Quinta da Alagoa, a 1 de Agosto de 1957, com Maria do Carmo Posser de Andrade Villar (Lisboa, São Mamede, 7 de Janeiro de 1930), de quem tem quatro filhos.